# Cosante
En la métrica, el cosante es una composición propia de las líricas galaicoportuguesa y castellana formada por una serie de pareados, entre los que se suele repetir un breve estribillo, en la que cada uno recoge parte del sentido del anterior y añade algún nuevo concepto. Los versos dentro de una estrofa a veces tienen el mismo número de sílabas, a veces no, y dependiendo de eso pueden ser métricamente homogéneos o heterogéneos.
Por lo general, el poema va encabezado por un grupo de dos versos, siendo el segundo el estribillo. En estos dos versos iniciales se presenta el tema, que se va desarrollando en los pareados siguientes. Se produce un proceso de avance-retroceso, al recoger cada pareado el sentido anterior y añadirle nuevos matices.
El asunto más recurrente en los poemas así elaborados es el amor, dentro de la poesía popular de la que procede, destinada al canto. Se empleó con profusión en la lírica galaicoportuguesa, si bien también encontramos ejemplos en la lírica castellana. También se supone que esta composición fue interpretada de forma oral, de la siguiente manera: el autor cantaba coplas, y el coro o público respondía con un estribillo.

## Ejemplo
Al alba venid, buen amigo...
Al alba venid, buen amigo,
al alba venid.

Amigo el que yo más quería,

venid al alba del día.

Amigo el que yo más amaba,

venid a la luz del alba.

Venid a la luz del día,
non trayáis compañía.
Venid a la luz del día,
non traigáis gran compañía.
Marqués de Santillana, Al alba venid